# Televisión Independiente de México
Televisión Independiente de México (también conocido como TIM, Cadena TIM o simplemente Canal 8) fue una cadena de televisión comercial en México, cuyos inicios datan de 1965 cuando el empresario Eugenio Garza Sada, al frente del Grupo Monterrey, inaugura la estación XET-TV en Monterrey, Nuevo León. La cadena operó hasta 1973, año en el cual se fusiona con su principal adversario (Telesistema Mexicano). 
Se caracterizó por ser la primera competencia real para Telesistema Mexicano con su programación novedosa y exitosa con series como El Chavo del Ocho y lanzar a personalidades como Raúl Velasco y el comentarista deportivo, José Ramón Fernández. Hoy forma parte del consorcio Televisa, mientras que la mayoría de sus afiliadas de Telecadena Mexicana fueron expropiadas por el Gobierno Mexicano, al desaparecer la cadena para formar Televisa.

## Historia

### Inicios (1965-1969)

#### Grupo Monterrey - XET-TV y Teleproductora Independiente de México
El Grupo Monterrey, conglomerado industrial regiomontano controlado por la familia Garza Sada, decide entrar al negocio de la televisión. En 1963, la filial Televisión del Norte, S.A. obtiene la concesión para operar la estación XET-TV Canal 6 en la ciudad de Monterrey el 5 de abril de 1963, iniciando sus transmisiones en 1965. Comienza así una expansión a nivel nacional, obteniendo la concesión de XHFM-TV Canal 2 en el puerto de Veracruz, y más adelante, XHP-TV canal 3 de Puebla.
Como parte de la estrategia, se crea Teleproductora Independiente de México, la cual comienza por contratar creativos cubanos que habían sido exiliados a México tras la Revolución cubana (produciendo con ellos la versión televisiva del clásico radiofónico, La Tremenda Corte), y junto con otros talentos nuevos, se comienza a formar una programación con conceptos innovadores, como los llamados programas-ferrocarril de fin de semana, llamados así al ser una serie de programas diversos, conectados y dirigidos por un conductor principal.

#### Telecadena Mexicana (1968-1970)
El empresario cinematográfico, Manuel Barbachano Ponce, funda Telecadena Mexicana, estableciendo su primer canal en Monterrey el 24 de febrero de 1968, expandiéndose, tiempo después, a 15 canales a lo largo de la república mexicana. Su programación se caracterizó por presentar el cine como parte importante de la programación, en lugar de ser "relleno" como lo hacían otras televisoras. De las estaciones que formaron Telecadena, 3 estaciones en el norte del país, eran propiedad de un concesionario diferente a Barbachano, estaban concesionadas a José Manuel Acosta Castañeda.

#### XHTM-TV Canal 8, Radio Mil entra a la televisión (1969)
Guillermo Salas Peyró, de Radio Mil, funda la empresa Fomento de Televisión Nacional, S.A. de C.V. para entrar al negocio de la televisión. Inicia sus transmisiones de manera regular el 25 de enero de 1969.
A petición del Presidente Díaz Ordaz, Salas Peyró se asocia con Grupo Monterrey para formar una cadena con las estaciones de Grupo Monterrey, teniendo como base el Canal 8. La nueva cadena se establece en los antiguos estudios de cine "San Ángel Inn" y utilizan las instalaciones para producir telenovelas y otros programas innovadores. Al poco tiempo, Salas Peyró decide salirse del negocio y vende sus acciones a Grupo Monterrey.
Con 4 estaciones en mercados muy importantes, en especial la capital del país, gracias a su programación, la nueva cadena se convierte en una verdadera amenaza para Telesistema Mexicano que había sido hegemónico en gran parte del país hasta ese momento.

### Televisión Independiente de México - Cadena TIM (1970-1972)
En enero de 1970, Manuel Barbachano Ponce, debido a problemas financieros, decide afiliar 11 de las 15 estaciones de Telecadena Mexicana a Canal 8, formándose así Televisión Independiente de México o Cadena TIM, logrando así, una cobertura del 50% del territorio mexicano.
Con esto, comienza una verdadera guerra entre TIM y Telesistema Mexicano. TIM presenta sus formatos innovadores y nuevos rostros como Roberto Gómez Bolaños "Chespirito", quien había sido guionista para la pareja de cómicos "Viruta y Capulina", y que ahora se presentaba encarnando personajes que se convirtieron en verdaderos íconos de la televisión latinoamericana, como El Chapulín Colorado y El Chavo; de este último, se dice que la gente se refería coloquialmente al personaje como "El Chavo del 8" por el canal en donde se presentaba. También se le da espacio a otros cómicos como la pareja conocida como Los Polivoces. Siguiendo con el concepto de los programas ferrocarril, el conductor Raúl Velasco, en su emisión Domingos Espectaculares se convirtió en uno de los conductores más famosos de México con sus emisiones de varias horas, donde se presentaron artistas nacionales e internacionales y se dieron a conocer varios artistas, como la comediante María Elena Velasco, La India María. Utilizando sus estudios de cine, se crean grandes producciones, y gracias a una sociedad con la productora de origen peruano, Panamericana Televisión de México, se difunden las producciones de TIM a otros países y también, de manera exclusiva, se difunde en México la telenovela Simplemente María, la cual se convirtió en un estándar para el género.
Telesistema Mexicano comienza a perder, no solo índice de audiencia y dinero, sino también anunciantes fuertes como Procter & Gamble e inclusive personas clave que habían sido fieles a la empresa de los Azcárraga, como Luis de Llano Palmer, quien produjo el exitoso programa de concursos Juan Pirulero para Canal 8. No obstante, este programa en particular fue muy criticado desde su aparición, ya que en opinión de algunas personas se denigraba al público en la mecánica de sus concursos que tenían como premio, la mayoría de las ocasiones, pequeños electrodomésticos como licuadoras o planchas. Por otro lado, Telesistema Mexicano logró incorporar a Raúl Velasco, aprovechando que el conductor se separó de TIM cuando se decidió cambiar el formato de su emisión. Su nuevo programa, Siempre en domingo, continuó con el mismo formato que Domingos Espectaculares.

### Fusión con Telesistema Mexicano - Creación de Televisión Vía Satélite, Televisa (1972-1973)
Aún con el creciente éxito de TIM, las perdidas empezaron a ser grandes en ambas televisoras, esto debido a impuestos y tarifas del gobierno a las televisoras y otros factores del negocio. Emilio Azcárraga Milmo, hijo del fundador de Telesistema Mexicano, inicia pláticas secretas con Bernardo Garza Sada para crear un conglomerado que beneficie a las dos empresas para evitar más perdidas. Por otro lado y pese a la situación económica de la empresa, Emilio Azcárraga Vidaurreta se rehúsa a tener una sociedad con su máximo competidor. Al morir Azcárraga Vidaurreta, el 23 de septiembre de 1972, da marcha por fin el proceso de fusión de TIM y Telesistema Mexicano. Después de que se logra convencer al gobierno de Luis Echeverría, se aprueba la fusión de las televisoras, firmándose el 28 de noviembre de 1972 el convenio que dio origen a la nueva empresa televisiva, la cual sería integrada en un 75% por Telesistema Mexicano y un 25% por Televisión Independiente de México. Así, el 8 de enero de 1973, inició formalmente la nueva empresa llamada, Televisión Vía Satélite, S.A. de C.V., mejor conocida por su acrónimo: Televisa.

### TIM después de Televisa (1973-presente)
Las cuatro estaciones que inició Grupo Monterrey se convirtieron en canales locales de Televisa para sus respectivos mercados. El comentarista deportivo José Ramón Fernández (cuya carrera había iniciado en la estación XHP-TV de TIM) no se mostró de acuerdo con la línea editorial que tuvo la nueva empresa formada y decidió abandonarla por la propuesta que se le hizo para ingresar a las filas del recién expropiado Canal 13, donde permaneció, incluso después de la privatización que dio lugar a TV Azteca, hasta el año de 2007. 
En 1982, Grupo Monterrey se retiró de la sociedad que formó Televisa, vendiendo sus acciones al principal socio de TIM, Gabriel Alarcón, director de "El Heraldo de México". Televisa a su vez, compró su participación a Alarcón, con lo que se hace del 100% por ciento de las instalaciones y canales que formaron TIM. Al poco tiempo, las instalaciones de San Ángel Inn se convierten en Televisa San Ángel, destinándose casi exclusivamente a la producción de telenovelas, y el Canal 8 del Valle de México se convirtió en un canal 100% cultural sin anuncios comerciales, cumpliéndose con esto una de las condiciones que el gobierno federal solicitó para permitir la fusión de las televisoras 10 años atrás: crear un canal dedicado a la cultura y educación.
Desde la década de 1990, tres de las estaciones se mantuvieron como parte de la red Televisa Regional de televisoras locales, mientras que XHTM-TV, la cual se modificó como XEQ-TV en 1985, se convirtió en el canal de origen de la cadena comercial actualmente conocida como NU9VE (llamada anteriormente Canal 9, Galavisión y Gala TV).
Gran parte de lo emanado por TIM, en la actualidad forma parte de Televisa. Por ejemplo, la empresa sigue cosechando índice de audiencia e ingresos con los programas de Chespirito, y mantuvo durante muchos años la emisión de Siempre en Domingo de Raúl Velasco, al igual que sucedió con otras producciones y personalidades que tuvieron su origen en TIM.

### Destino de Telecadena Mexicana
Al terminar la afiliación con TIM al formarse Televisa, la situación económica de la empresa de Manuel Barbachano Ponce empeoró. 
Por falta de recursos, la estación XHIT-TV de Chihuahua salió del aire en diciembre de 1972, incumpliendo con su concesión, motivo por el cual el gobierno expropió la estación. En noviembre de 1973, se otorgó la concesión del canal a la Corporación Mexicana de Radio y Televisión (CMRT), paraestatal concesionaria de XHDF Canal 13. Una situación similar ocurrió con la estación XHST-TV de Mérida, Yucatán, cuyos activos fueron embargados por la paraestatal Sociedad Mexicana de Crédito Industrial (SOMEX) en 1974.
En 1975, Telecadena se declaró en quiebra y el gobierno federal adquirió sus activos, incorporándolos a los de la CMRT, para convertirse en repetidoras de la televisora estatal XHDF Canal 13. Finalmente, XHST-TV fue adquirida por el gobierno de Yucatán en 1981 y se convirtió en el canal estatal, TeleYucatán. 
Por otro lado, las estaciones afiliadas, propiedad de José Manuel Acosta Castañeda, se convirtieron en estaciones independientes, pero no lograron mantenerse económicamente, por lo que dejaron de transmitir a mediados de los 90, con la excepción de XHJMA-TV, la cual se mantuvo al aire hasta 2014, cuando el Instituto Federal de Telecomunicaciones cerró la estación por no contar con la documentación necesaria para poder transmitir.

## Estaciones que formaron parte de la Cadena TIM
Esta es una lista de las estaciones que formaron parte de TIM y Telecadena Mexicana.

NOTA: Respecto a Telecadena Mexicana, podrían faltar estaciones o tener datos erróneos en el listado.
| Distintivo                        | Canal | Cobertura                              | Notas | Situación Actual |
| --------------------------------- | ----- | -------------------------------------- | --- | --- |
| Estaciones de Grupo Monterrey.    |       |                                        | | |
| XHTM-TV                           | 8     | Ciudad de México y área metropolitana. | Originalmente, propiedad de Radio Mil. Pasó a control total de Grupo Monterrey. Fue el canal principal de Cadena TIM | Propiedad total de Televisa desde 1973. En 1985, cambia distintivo y canal a XEQ-TV, canal 9. Es la estación de origen de NU9VE      |
| XET-TV                            | 6     | Monterrey, N.L.                        | Estación original de Grupo Monterrey que dio inicio a Cadena TIM.                                                    | Propiedad total de Televisa desde 1973. Retransmisora de Canal 5                                                                     |
| XHP-TV                            | 3     | Puebla, Pue.                           | | Propiedad total de Televisa desde 1973. Tras el reordenamiento de canales virtuales de la TDT, hoy es el canal 4 de Televisa Puebla. |
| XHFM-TV                           | 2     | Veracruz, Ver.                         | | Propiedad total de Televisa desde 1973. Hoy es la estación principal de la cadena regional TeleVer.                                  |
| Estaciones de Telecadena Mexicana |       |                                        | | |
| XHCH-TV                           | 2     | Chihuahua, Chih.                       | Repetidora parcial. Fue expropiada y se mantuvo como canal local. Posteriormente, formó parte de Imevisión.          | Parte de TV Azteca desde 1993. (Azteca Trece)                                                                                        |
| XHFA-TV                           | 2     | Nogales, Son.                          | Expropiada para Corporación Mexicana de Radio y Televisión, S.A. de C.V.                                             | Parte de TV Azteca desde 1993. (Azteca Trece)                                                                                        |
| XHAQ-TV                           | 5     | Mexicali, B.C.                         | Expropiada para Corporación Mexicana de Radio y Televisión, S.A. de C.V.                                             | Parte de TV Azteca desde 1993. (Azteca Trece)                                                                                        |
| XHAF-TV                           | 4     | Tepic, Nay.                            | Expropiada para Corporación Mexicana de Radio y Televisión, S.A. de C.V.                                             | Parte de TV Azteca desde 1993. (Azteca Trece)                                                                                        |
| XHBK-TV                           | 10    | Cd. Obregón, Son.                      | Expropiada, formó parte de Corporación Televisiva del Noroeste, repetidoras de la Red Nacional 7.                    | Parte de TV Azteca desde 1993. (Azteca 7)                                                                                            |
| XHTH-TV[cita requerida]           | 10    | Hermosillo, Son.                       | Expropiada, formó parte de Corporación Televisiva del Noroeste, repetidoras de la Red Nacional 7.                    | Parte de TV Azteca desde 1993. (Azteca 7, hoy XHHO-TDT)                                                                              |
| XHJMA-TV                          | 3     | Parral, Chih.                          | Propiedad de José Manuel Acosta Castañeda. Se afilió a Telecadena y después TIM.                                     | Cerrada por el IFT en 2014. |
| XHIA-TV                           | 2     | Torreón, Coah.                         | Propiedad de José Manuel Acosta Castañeda. Se afilió a Telecadena y después TIM.                                     | Dejó de transmitir en la década de 1990.                                                                                             |
| XHCG-TV                           | 12    | Los Mochis, Sin.                       | Propiedad de José Manuel Acosta Castañeda. Se afilió a Telecadena y después TIM.                                     | Dejó de transmitir en la década de 1990.                                                                                             |
| XHTN-TV[cita requerida]           | 7     | Nogales, Son.                          | | |
| XHBL-TV[cita requerida]           | 13    | Culiacán, Sin.                         | | |

### Estaciones de Telecadena Mexicana no afiliadas a TIM
| Distintivo              | Canal | Cobertura        | Notas                                                                                    | Situación Actual                                                             |
| ----------------------- | ----- | ---------------- | ---------------------------------------------------------------------------------------- | ---------------------------------------------------------------------------- |
| XHIT-TV                 | 4     | Chihuahua, Chih. | Expropiada en 1973, se asignó a Corporación Mexicana de Radio y Televisión, S.A. de C.V. | Parte de TV Azteca desde 1993. (Azteca Trece (diferido))                     |
| XHST-TV                 | 13    | Mérida, Yuc.     | Expropiada en 1974, se mantuvo bajo control de SOMEX.                                    | Adquirida por el Gobierno de Yucatán en 1981, hoy conocida como TeleYucatán. |
| XHTQ-TV[cita requerida] | 9     | Querétaro, Qro.  | Expropiada para Corporación Mexicana de Radio y Televisión, S.A. de C.V.                 | Parte de TV Azteca desde 1993 (Azteca Trece, hoy XHQUR-TDT).                 |
| XHTI-TV[cita requerida] | 6     | Puebla, Pue.     | Expropiada para Corporación Mexicana de Radio y Televisión, S.A. de C.V.                 | Parte de TV Azteca desde 1993 (Azteca Trece, hoy XHPUR-TDT).                 |